# Novka
Novka je žensko osebno ime.

## Izvor imena
Ime Novka je različica moškega osebnega imena Novak 

## Pogostost imena
Po podatkih Statističnega urada Republike Slovenije je bilo na dan 31. decembra 2007 v Sloveniji število ženskih oseb z imenom Novka: 32.

## Osebni praznik
Osebe z imenom Novka lahko godujejo takrat kot osebe z imenom Novak.